# Cantone di Crest-Sud
Il Cantone di Crest-Sud era un cantone della Francia dell'arrondissement di Die.
A seguito della riforma approvata con decreto del 20 febbraio 2014, che ha avuto attuazione dopo le elezioni dipartimentali del 2015, è stato soppresso.

## Composizione
Comprendeva parte della città di Crest e i comuni di:
- Autichamp
- Chabrillan
- Divajeu
- Francillon-sur-Roubion
- Grane
- Piégros-la-Clastre
- Puy-Saint-Martin
- La Répara-Auriples
- La Roche-sur-Grane
- Saou
- Soyans